# Faiza Tsabet
Faïza Tsabet (ur. 22 marca 1985 w Szalifie  w Algierii) – algierska siatkarka, gra jako atakująca.
Obecnie występuje w drużynie Tenerife Marichal.